# كنيسة الخضر (السلط)

كنيسة المعجزات المعروفة بكنيسة الخضر

كنيسة القديس جاورجيوس أو كنيسة الخضر (باليونانية: Εκκλησία του Αγίου Γεωργίου)  هي كنيسة أرثوذكسية تقع في البلدة القديمة لمدينة السلط في الأردن. تم بناؤها على مغارة أثرية في الفترة العثمانية، وتحديدا عام 1682 م، واُعيد ترميمها عام 2004.  وقد تم تسميتها نسبةً إلى  الخضر، كما يؤمن الكثير من مسيحيي المنطقة بوجودة عدة معجزات  حدثت في هذه الكنيسة ولا تزال تحدث. وتُعتبر الكنيسة اليوم من أهم معالم مسار السلط التراثي.  

## وصلات خارجية
- تقرير حول كنيسة الخضر في السلط | قناة رؤيا